# Cachupa
Le cachupa est une spécialité culinaire cap-verdienne, en Afrique de l'Ouest. Considéré comme un plat national,, le cachupa est une sorte de ragoût dont les ingrédients de base sont le maïs et les haricots secs.

## Description
Le plat peut se décliner en plusieurs variantes suivant les ingrédients à disposition : cachupa simple, avec peu ou pas de légumes, des féculents et de la viande, cachupa rica (riche), et cachupada, encore plus riche. En général, en plus du maïs et des haricots, on peut trouver des fèves, de la viande de porc, du chorizo, du manioc, des patates douces, des légumes et quelquefois du poulet.
Le matin, au petit déjeuner, les Cap-verdiens prennent avec leur café de la cachupa frita (aussi appelée cachupa refogada), la cachupa de la veille revenue dans une poêle avec des oignons découpés finement et des œufs aux plats.